# Euforbo
Na mitologia grega, Euforbo (em grego:  Εύφορβος), filho de Pântoo, participou da Guerra de Troia, combatendo pelo lado troiano.
Foi ele quem deu o primeiro golpe em Pátroclo, que foi, em seguida, morto por Heitor. Ájax, o Grande, atacou Heitor, e recuperou o corpo de Pátroclo, enquanto que Menelau e o outro Ájax atacaram e mataram Euforbo.
Segundo Higino, houve vários combates singulares durante a Guerra; Euforbo lutou contra Menelau, e foi morto por ele.
Euforbo reencarnou em Pitágoras, que se lembrava de ter sido Euforbo e que sua alma havia passado por vários corpos. Pitágoras se lembrava da ferida que recebera no peito da lança do filho mais novo de Atreu, e havia reconhecido o escudo que ele carregava no braço esquerdo, e que, à sua época, estava como um troféu no templo de Juno em Argos. Este escudo ainda se encontrava no templo de Hera até a época de Pausânias, mais de mil anos depois da Guerra de Troia e seiscentos anos depois da época de Pitágoras.
O humorista Luciano de Samósata faz referência a esta história: quando Menipo, no Hades, encontra Pitágoras, ele o saúda como Euforbo e como Apolo.
Também o escritor Jorge Luis Borges referencia o episódio em seu conto A loteria em Babilônia, comparando-se o narrador a Pitágoras em número de vicissitudes guardadas na memória (ainda que, no caso do narrador, não se trate de memórias de vidas passadas).